# Emelie Nilsson
Emelie Ulrica Nilsson, född 1 februari 1995 i Staffans församling i Gävle, är en svensk tiktokare och influerare.

## Biografi
Nilsson är en medieprofil med ett stort antal följare. På Tiktok, där hon lägger upp olika humorklipp och öppet diskuterar psykisk ohälsa, har hon till exempel över 506 000 följare (oktober 2024). På listan av de med störst räckvidd och engagemang bland sociala medier i Sverige rankade Medieakademin henne på plats tre över svenska tiktokare.